# Skistodiaptomus oregonensis
Skistodiaptomus oregonensis är en kräftdjursart som först beskrevs av Lilljeborg in Guerne och Richard 1889.  Skistodiaptomus oregonensis ingår i släktet Skistodiaptomus och familjen Diaptomidae. Inga underarter finns listade i Catalogue of Life.